# Mörk käkspindel
Mörk käkspindel (Pachygnatha degeeri) är en spindelart som beskrevs av Carl Jakob Sundevall 1830. Mörk käkspindel ingår i släktet Pachygnatha och familjen käkspindlar. Arten är reproducerande i Sverige. Utöver nominatformen finns också underarten P. d. dysdericolor.